# Toyota Starlet
Toyota Starlet je malý osobní vůz vyráběný automobilkou Toyota. Výroba začala v dubnu 1973 a po 26 letech v červenci 1999 skončila. Její nástupce byla Toyota Vitz vyráběná od roku 1999, Toyota bB vyráběná od roku 2000 a Toyota Corolla vyráběná už od roku 1966. Byl na automobilových závodech startoval hlavně na finské rallye.